# Claridge Terrace
Die Claridge Terrace ist eine im Mittel 1050 m hoch gelegene Terrasse im ostantarktischen Viktorialand. Sie liegt zwischen Mount J. J. Thomson und der Nordwand des Taylor Valley.
Das New Zealand Geographic Board benannte sie 1998 nach dem neuseeländischen Bodenkundler Graeme Geoffrey Carré Claridge (* 1931) vom New Zealand Soil Bureau, dessen wissenschaftliche Arbeiten in Antarktika ab 1959 sich über einen Zeitraum von mehr als 35 Jahren erstrecken.